# Monumento de Groton
El Monumento de Groton, a veces llamado Monumento de Fort Griswold, es un monumento de granito en Groton, en el estado de Connecticut (Estados Unidos). Está dedicado a los defensores que cayeron durante la Batalla de Groton Heights el 6 de septiembre de 1781. El monumento tenía originalmente 39 m de alto, pero se cambió en 1881 para conmemorar el centenario de la Batalla de Groton Heights; la cúpula fue removida y reemplazada por una pirámide con cubierta de hierro en emulación del Monumento de Bunker Hill. El monumento de Groton tiene una placa que describe los eventos de la Batalla de Groton Heights y otra placa con los nombres de los estadounidenses que murieron en la batalla. Un rayo destruyó la piedra angular en 1918 y dañó el Museo Monument House adyacente, que presenta exhibiciones sobre la Guerra Revolucionaria. Los visitantes pueden subir al monumento y visitar el museo desde el Día de los Caídos hasta el Día del Trabajo. El Monumento Groton está ubicado en el Parque Estatal Fort Griswold Battlefield, que incluye Fort Griswold.

## Diseño
La Asociación de Monumentos de Groton se incorporó en 1820 y contrató a la sociedad de Ithiel Town y Alexander Jackson Davis para diseñar el monumento. La primera piedra se colocó el 6 de septiembre de 1825 y el monumento se completó en 1830. Originalmente medía 39 m de alto, pero esto se cambió en 1881 para conmemorar el centenario de la Batalla de Groton Heights cuando se quitó la cúpula y se reemplazó por una pirámide con punta de hierro en emulación del Monumento de Bunker Hill. Como resultado de estas renovaciones, la altura se amplió a 41 m de alto.

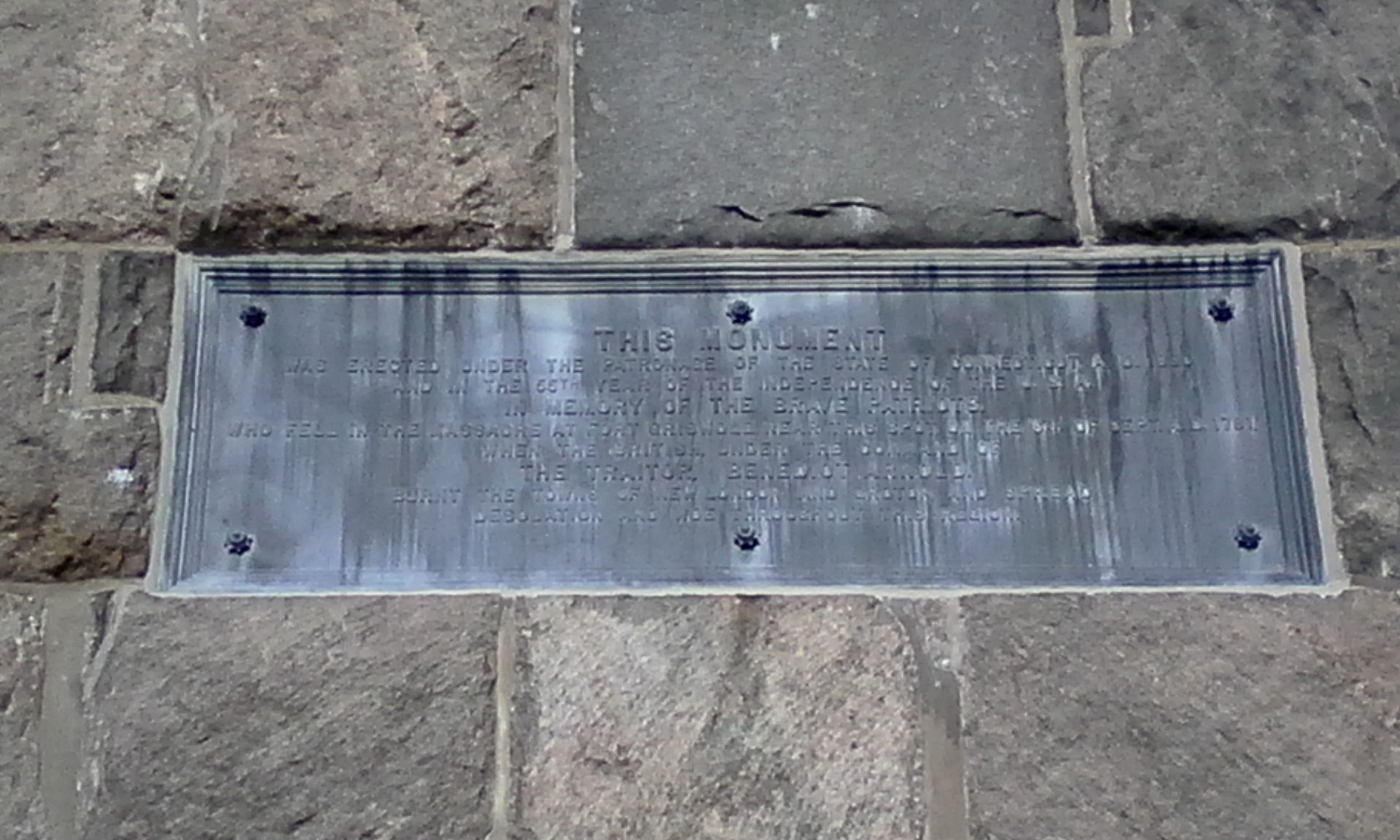
Placa de dedicación en el monumento de Groton

Una placa adherida al monumento sobre la entrada dice:
"ESTE MONUMENTO FUE erigido BAJO EL PATROCINIO DEL ESTADO DE CONNECTICUT, AD 1830, Y EN EL AÑO 55 DE LA INDEPENDENCIA DE LOS EE. UU. EN MEMORIA DE LOS VALIENTES PATRIOTAS, QUE CAYERON EN LA MASACRE EN FORT GRISWOLD, CERCA DE ESTE LUGAR, EN LA 6 DE SEPT. AD 1781, CUANDO LOS BRITÁNICOS, BAJO EL MANDO DEL TRAIDOR, BENEDICTO ARNOLD, QUEMARON LAS CIUDADES DE NUEVO LONDRES Y GROTON, Y DIFUNDIERON LA DESOLACIÓN Y EL DESAYUNO A TRAVÉS DE ESTA REGIÓN".
Otra placa enumera los 88 soldados estadounidenses que murieron durante la batalla. Tiene siete errores ortográficos menores en el nombre, como "Thomas Minard" para Thomas Miner. La placa incluye al menos dos soldados afroamericanos.

## Reparaciones

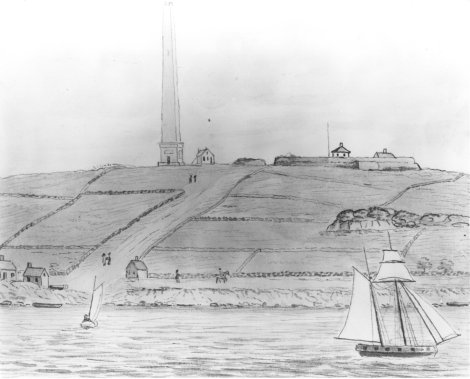
Monumento a Groton y Fuerte Griswold, un boceto de John Warner Barber para sus Colecciones históricas de Connecticut (1836)

El monumento fue reparado y los terrenos renovados con una asignación de 5000 dólares del estado de Connecticut en 1893 y completado a principios de 1894. Un rayo cayó sobre el monumento en 1918, destrozó la piedra angular y envió los pedazos al suelo, luego atravesó las barandillas de bronce y esparció las tarjetas en uno de los estantes de alambre. El relámpago también saltó 8 m a la casa monumento y dañó la veranda, levantando el alicatado de ladrillo del piso y provocando daños menores en el interior del museo. Frederic Bill no pudo encontrar una combinación adecuada para la piedra angular original.
En 1985, el huracán Gloria voló una ventana del monumento, y el estado de Connecticut gastó 6250 dólares para volver a colocar el mortero en 1986. El monumento estuvo cerrado hasta 1989 por trabajos de reparación. En 2007, Carol Kimball del New London Day escribió que el estado de Connecticut no estaba financiando las reparaciones del sitio histórico, pero que sería necesario para que el monumento sobreviviera. También se refirió a un artículo del New York Times sobre el monumento abandonado y señaló que la comisión de bonos aún no había emitido los 350 000 dólares aprobados para su conservación. Otras reparaciones costarían 150 000 dólares adicionales, incluidas las aceras que rodean la entrada y la puerta conmemorativa.